# دیانا پرایس
دیانا پرایس (انگلیسی: DeAnna Price؛ زادهٔ ۸ ژوئن ۱۹۹۳) ورزشکار دو و میدانی اهل ایالات متحده آمریکا است.
وی در مسابقات کشوری و بین‌المللی در مجموع برندهٔ ۱ مدال طلا شده‌است.

## رقابت‌های بین‌المللی
| سال                         | مسابقه                      | محل برگزاری                 | مقام                        | توضیحات                     |                             |
| نماینده ایالات متحده آمریکا | نماینده ایالات متحده آمریکا | نماینده ایالات متحده آمریکا | نماینده ایالات متحده آمریکا | نماینده ایالات متحده آمریکا | نماینده ایالات متحده آمریکا |
| --------------------------- | --------------------------- | --------------------------- | --------------------------- | --------------------------- | --------------------------- |
| ۲۰۱۲                        | جوانان جهان                 | بارسلون، اسپانیا            | ۱۸ام (q)                    | ۵۷٫۸۲ متر                   |                             |
| ۲۰۱۵                        | بازی‌های پان آمریکا          | تورنتو، کانادا              | چهارم                       | ۶۸٫۸۴ متر                   |                             |
| ۲۰۱۵                        | NACAC Championships         | سان خوزه (کاستاریکا)        | دوم                         | ۷۱٫۲۷ متر                   |                             |
| ۲۰۱۵                        | مسابقات جهانی               | پکن، چین                    | ۱۸ام (q)                    | ۶۸٫۶۹ متر                   |                             |
| ۲۰۱۶                        | بازی‌های المپیک              | ریو دو ژانیرو، برزیل        | ۸ام                         | ۷۰٫۹۵ متر                   |                             |
| ۲۰۱۷                        | مسابقات جهانی               | لندن، بریتانیا              | نهم                         | ۷۰٫۰۴ متر                   |                             |
| ۲۰۱۷                        | DécaNation                  | آنژه، فرانسه                | دوم                         | ۷۰٫۶۰ متر                   |                             |
| ۲۰۱۸                        | NACAC Championships         | تورنتو                      | اول                         | ۷۴٫۶۰ متر                   |                             |
| ۲۰۱۹                        | مسابقات جهانی               | دوحه، قطر                   | اول                         | ۷۷٫۵۴ متر                   |                             |